# NGC 3430
NGC 3430 ist eine Balken-Spiralgalaxie vom Hubble-Typ SBc im Sternbild Kleiner Löwe am Nordsternhimmel. Sie ist schätzungsweise 70 Millionen Lichtjahre von der Milchstraße entfernt und hat einen Durchmesser von etwa 85.000 Lichtjahren. 

Gemeinsam mit NGC 3413 und NGC 3424 bildet sie das Galaxientrio Holm 218. Sie gilt als Mitglied der elf Galaxien zählenden NGC 3396-Gruppe (LGG 218). Im selben Himmelsareal befinden sich u. a. die Galaxien NGC 3396 IC 2608, IC 2612, IC 2613.
Die Typ-IIP-Supernova SN 2004ez wurde hier beobachtet.

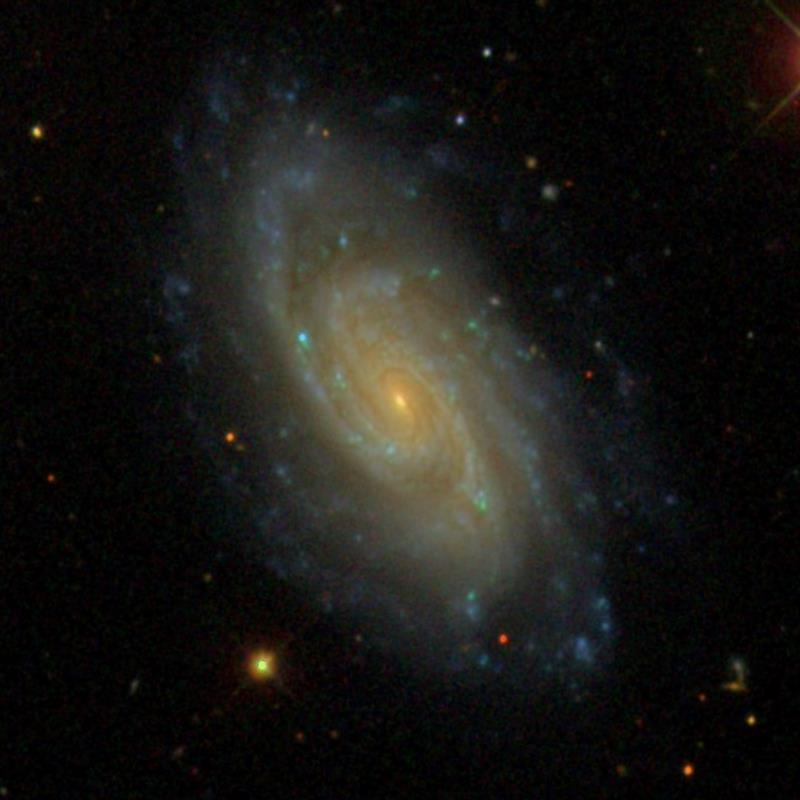
SDSS-Aufnahme der gesamten Galaxie
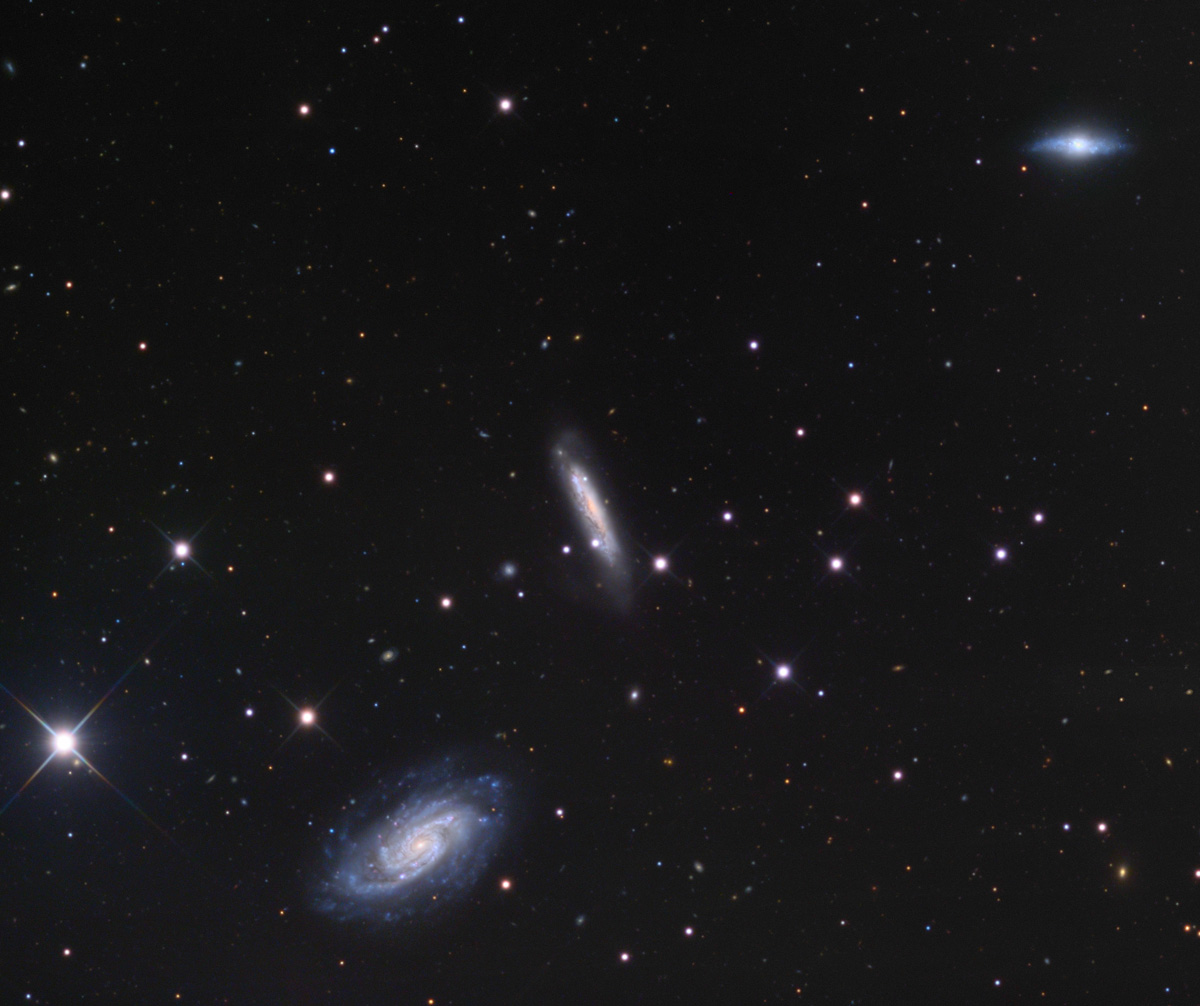
Galaxiengruppe Holm 218

Das Objekt wurde am 7. Dezember 1785 von dem Astronomen Wilhelm Herschel entdeckt.